# 고요시촌 (아키타현)
고요시촌(子吉村)은 아키타현 유리군에 설치되었던 촌이다. 현재의 유리혼조시에 해당한다.

## 역사
- 1889년 4월 1일 - 정촌제 시행에 의해 7촌의 구역으로 성립하였다.
- 1922년 4월 1일 - 니시메촌과의 경계를 변경하였다.
- 1954년 3월 31일 - 혼조정에 편입해, 동일 고요시촌은 폐지되었다. 당일 시로 승격해 혼조시가 되었다.

## 교통

### 철도
- 일본국유철도
  - 우에쓰 본선

촌역을 우에쓰 본선이 통과하지만 역은 소재하지 않았다.

### 도로
- 야지마 가도 (현:국도 108호선)